# Lispe silvai
Lispe silvai este o specie de muște din genul Lispe, familia Muscidae, descrisă de Paterson în anul 1953.
Este endemică în Mozambic. Conform Catalogue of Life specia Lispe silvai nu are subspecii cunoscute.